# Dioscorea buchananii
Dioscorea buchananii är en enhjärtbladig växtart som beskrevs av George Bentham. Dioscorea buchananii ingår i släktet Dioscorea och familjen Dioscoreaceae. Inga underarter finns listade i Catalogue of Life.